# Marianne Lambert
Marianne Lambert est une physicienne française, qui reçoit en 1968 la médaille d'argent du CNRS dans la section cristallographie et minéralogie, puis le prix Félix-Robin en 1981 pour ses travaux et recherches sur les cristaux.

## Biographie
En 1959, Marianne Lambert publie sa thèse de troisième cycle, soutenue en 1958 à l'université de Paris, intitulée Étude des imperfections de structure du fluorure de lithium irradié.
À partir de la fin des années 1980, elle dirige plusieurs thèses, comme celle de Laurence Noirez à l'Université Paris XI en 1989 qui étudie les polymères mésomorphes en peigne à l'aide de la diffusion de neutrons aux petits angles. En 1994, elle intègre le Conseil des très grands équipements scientifiques.
En 2003, elle est professeure honoraire de l'université Paris XI.

## Distinctions
En 1968, les travaux de Marianne Lambert réalisés à la Faculté des sciences d'Orsay sont couronnés par la médaille d'argent du CNRS en section cristallographie et minéralogie.
Elle obtient le prix Félix-Robin en 1981 grâce à ses travaux sur l'étude des défauts cristallins dans les cristaux ioniques, à la diffusion des rayons X et à ses recherches sur la structure des cristaux liquides au Laboratoire de physique des solides.